# Journal of Oral Rehabilitation
Das Journal of Oral Rehabilitation, abgekürzt J. Oral Rehabil., ist eine wissenschaftliche Fachzeitschrift, die vom Wiley-Blackwell-Verlag veröffentlicht wird. Die Zeitschrift erscheint mit sechs Ausgaben im Jahr. Es werden Arbeiten veröffentlicht, die sich mit der Rehabilitation im Bereich der Mundhöhle beschäftigen.
Der Impact Factor lag im Jahr 2012 bei 2,344. Nach der Statistik des ISI Web of Knowledge wird das Journal mit diesem Impact Factor in der Kategorie Zahnmedizin & Kieferchirurgie an 18. Stelle von 83 Zeitschriften geführt.